# Castel di Tora
Castel di Tora är en ort och kommun i provinsen Rieti i regionen Lazio i Italien. Kommunen hade 272 invånare (2018).